# فئوناری‌وو
فئوناری‌وو (به لاتین: Fenoarivo) یک منطقهٔ مسکونی در ماداگاسکار است که در Ambatofinandrahana District واقع شده‌است.
 فئوناری‌وو  ۱۶٬۰۰۰ نفر جمعیت دارد و ۱٬۳۷۱ متر بالاتر از سطح دریا واقع شده‌است.